# Дон Мак-Кензі (веслувальник)
Дон Мак-Кензі (англ. Don MacKenzie, 30 грудня 1874 — 12 листопада 1925) — канадський академічний веслувальник.
Срібний призер Олімпійських Ігор 1904 року в складі вісімки.